# آلبرت کانت
 آلبرت کانت (فرانسوی: Albert Canet‎؛ زاده ۱۷ آوریل ۱۸۷۸ درگذشته ۲۵ ژوئیهٔ ۱۹۳۰) یک تنیس‌باز اهل فرانسه بود.